# Nicolas Monardes
Nicolas Monardes (ou Nicolás Monardes), né vers 1493 à Séville et mort en 1588, est un médecin et un botaniste espagnol.

## Biographie
Après des études à l'université d'Alcalá, il obtient son titre de docteur en 1533. Il exerce la médecine à Séville et consacre de plus en plus de son temps au commerce, notamment celui des esclaves.
Il publie plusieurs livres d'inégale importance. Dans Diálogo llamado pharmacodilosis (1536) il recommande l'étude de Dioscoride. De Secanda Vena in pleuriti Inter Grecos et Arabes Concordia (1539) où il débat de l'importance de la médecine grecque et de la médecine arabe. Dans De Rosa et partibus eius (1540), il traite de la rose et des agrumes.
Son œuvre la plus importante est Historia Medicinal de las cosas que se traen de nuestras Indias Occidentales, publiée en trois parties (en 1565, 1571 et 1574). 
Il profite de sa position de commerçant et de ses connaissances de médecin pour réaliser un traité où il présente les plantes inconnues qui arrivent du Nouveau Monde. Il a ainsi participé à la diffusion de l'ananas, de la cacahuète, du maïs, de la coca, et offre la première illustration du tabac.
Son ouvrage est traduit en latin par Clusius. 
La monarde (Monarda) a été nommée en son honneur.

## Publications
- Primera y segunda y tercera partes de la historia medicinal, 1580 — Troisième partie.